# Ачајерије ди Рубијера (Ређо Емилија)
Ачајерије ди Рубијера (итал. Acciaierie di Rubiera) је насеље у Италији у округу Ређо Емилија, региону Емилија-Ромања.
Према процени из 2011. у насељу је живело 43 становника. Насеље се налази на надморској висини од 60 м.